# ホルスト・シーグル
ホルスト・シーグル（Horst Siegl、1969年2月15日 - ）は、チェコ・オストロフ出身の元同国代表サッカー選手、元サッカー指導者。ポジションはフォワード。

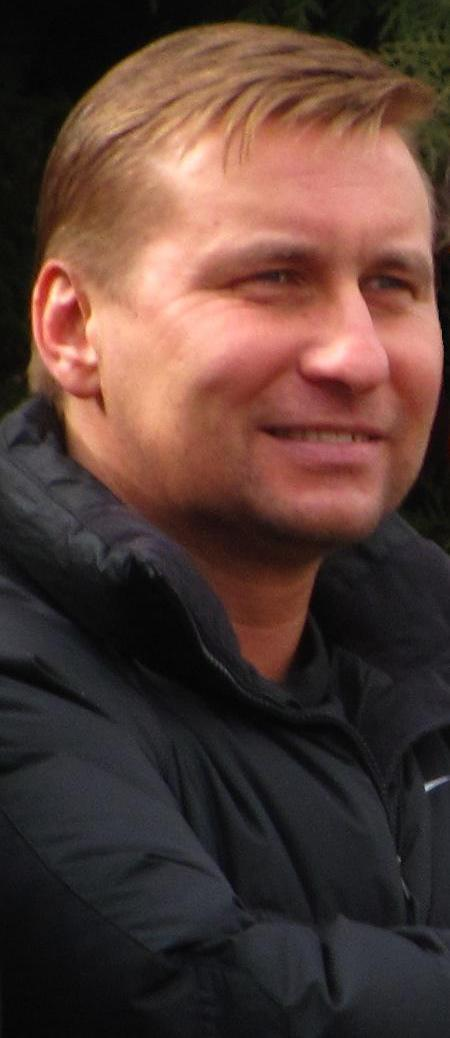

ACスパルタ・プラハなどに在籍し、キャリアを通じて4度のチェコ1部リーグ得点王を獲得した。また、チェコ1部リーグ通算310試合134ゴールを記録しており、これはチェコ1部リーグ歴代2位の記録である。